# Robert Julius Trumpler
Robert Julius Trumpler (Zurigo, 2 ottobre 1886 – Berkeley, 10 settembre 1956) è stato un astronomo svizzero naturalizzato statunitense.
Studiò all'università di Zurigo e all'Università di Gottinga. Nel 1915 emigrò negli Stati Uniti, dove lavorò all'Allegheny Observatory e all'Osservatorio Lick.
È noto soprattutto per i suoi studi sugli ammassi globulari; egli notò che la loro luminosità era più bassa di quanto ci si aspettava, e le loro stelle apparivano rosse. Questo fenomeno fu spiegato con la presenza di polveri interstellari all'interno del disco galattico, che ne assorbivano alcune bande spettrali e ne riducevano la luminosità. Fino ad allora lo spazio interstellare era considerato sostanzialmente vuoto, per cui Trumpler è considerato l'autore di questa importante scoperta. I suoi studi degli ammassi aperti e globulari erano anche finalizzati a stimare con più precisione le dimensioni della Via Lattea. Trumpler è l'autore di un catalogo astronomico, il Catalogo Trumpler, che conta alcuni ammassi aperti, nonché l'ideatore del sistema di classificazione degli ammassi aperti ancora in uso presso gli astronomi.

## Riconoscimenti
Gli è stato dedicato un cratere sulla Luna, il Cratere Trumpler, e un altro sul pianeta Marte, il Cratere Trumpler. Gli è stato intitolato un premio astronomico, il Premio Robert J. Trumpler.